# Марцано (Вибо Валенција)
Марцано је насеље у Италији у округу Вибо Валенција, региону Калабрија.
Према процени из 2011. у насељу је живело 128 становника. Насеље се налази на надморској висини од 735 м.